# Saint-Denis-le-Gast
 Saint-Denis-le-Gast  es una población y comuna francesa, situada en la región de Baja Normandía, departamento de Mancha, en el distrito de Coutances y cantón de Gavray.

## Demografía
| 807 | 710 | 667 | 573 | 546 | 488 |
| Para los censos de 1962 a 1999 la población legal corresponde a la población sin duplicidades (Fuente: INSEE [Consultar]) |     |     |     |     |     |